# Dimos Aristotelis
Dimos Aristotelis (Aristotelis) är en kommun i Grekland.   Den ligger i prefekturen Chalkidike och regionen Mellersta Makedonien, i den nordöstra delen av landet, 280 km norr om huvudstaden Aten. Antalet invånare är 17 752. Arean är 740 kvadratkilometer.
Terrängen i Dimos Aristotelis är kuperad.

## Orter[3]
- Arnaía
- Palaiochori